# Stechau

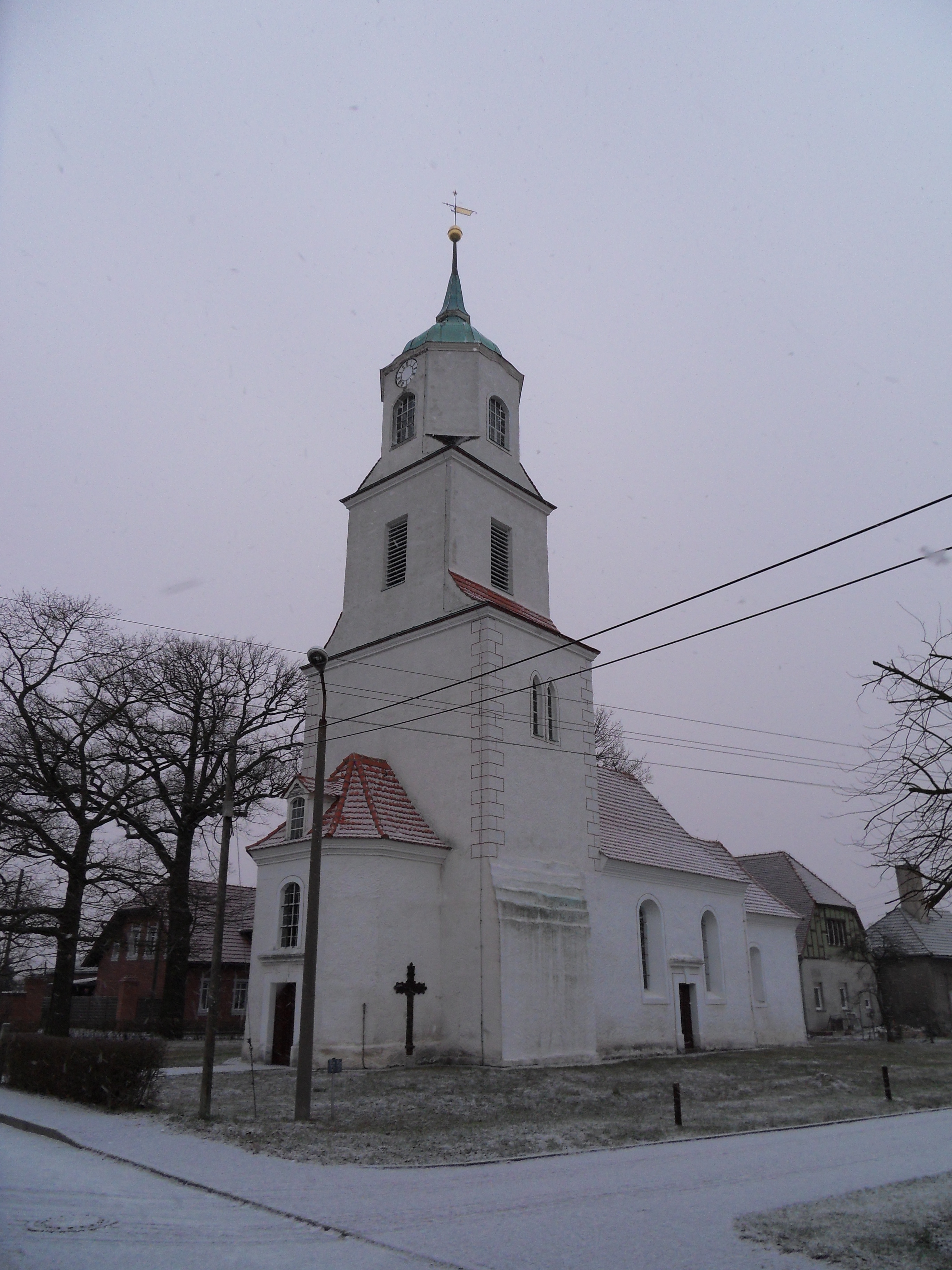
Die Kirche

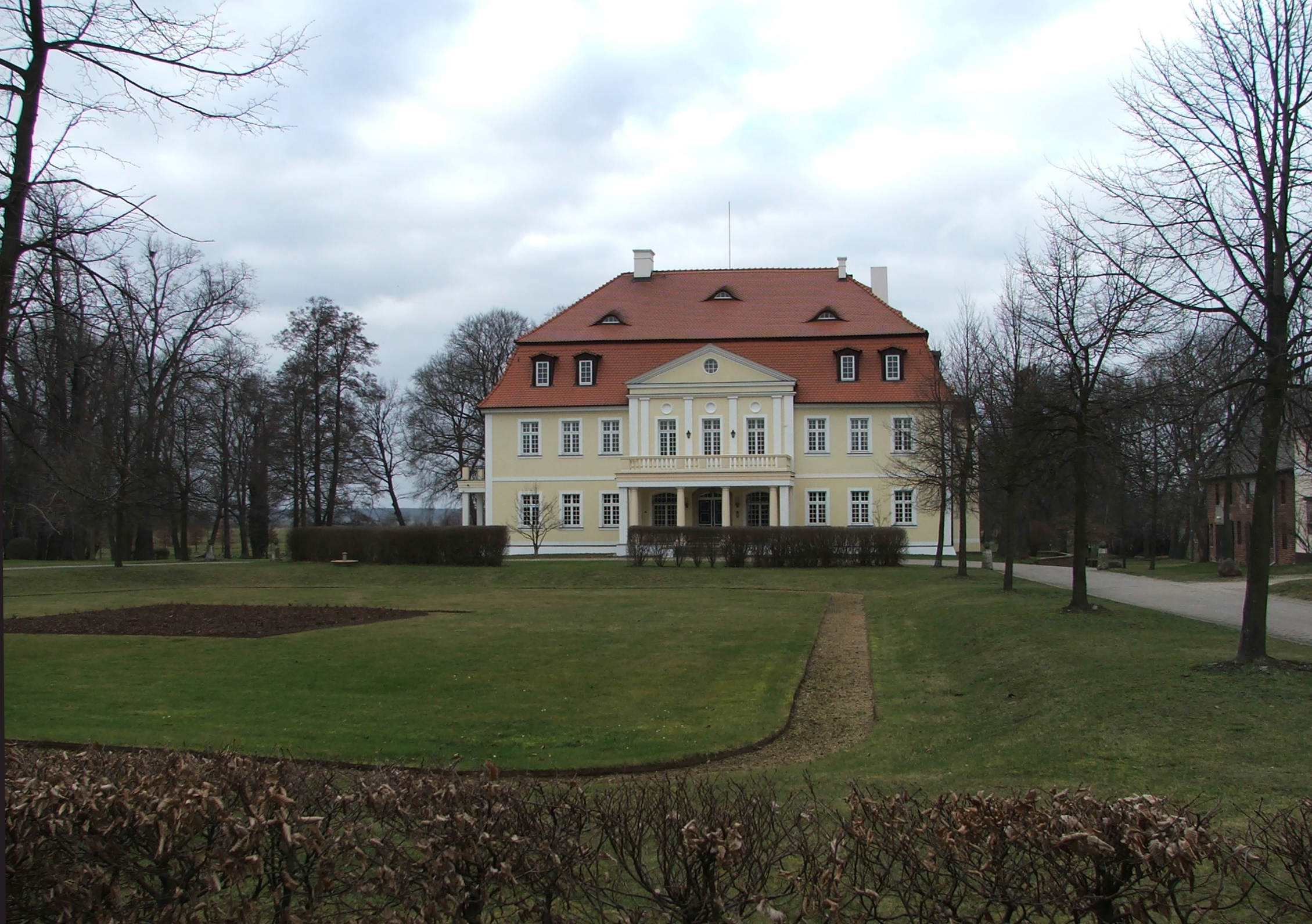
Das Schloss

Stechau ist ein Ortsteil der Gemeinde Fichtwald im südbrandenburgischen Landkreis Elbe-Elster. Er befindet sich etwa dreizehn Kilometer südöstlich der Stadt Schlieben.

## Geschichte

### Deutung und Entwicklung des Ortsnamens
Schon 1181 wurde Stechau (Heinricus et Wenerus de) Stecchowe… urkundlich erstmals erwähnt. Spätere Nennungen waren 1203 (Heinricus de) Stechowe, 1354 Stechov und 1474 Stechaw. Die Deutung des slawischen Ortsnamens ist Ort des Zdech, wobei eine eindeutige Deutung des Namens Zdech nicht möglich ist.

### Ortsgeschichte

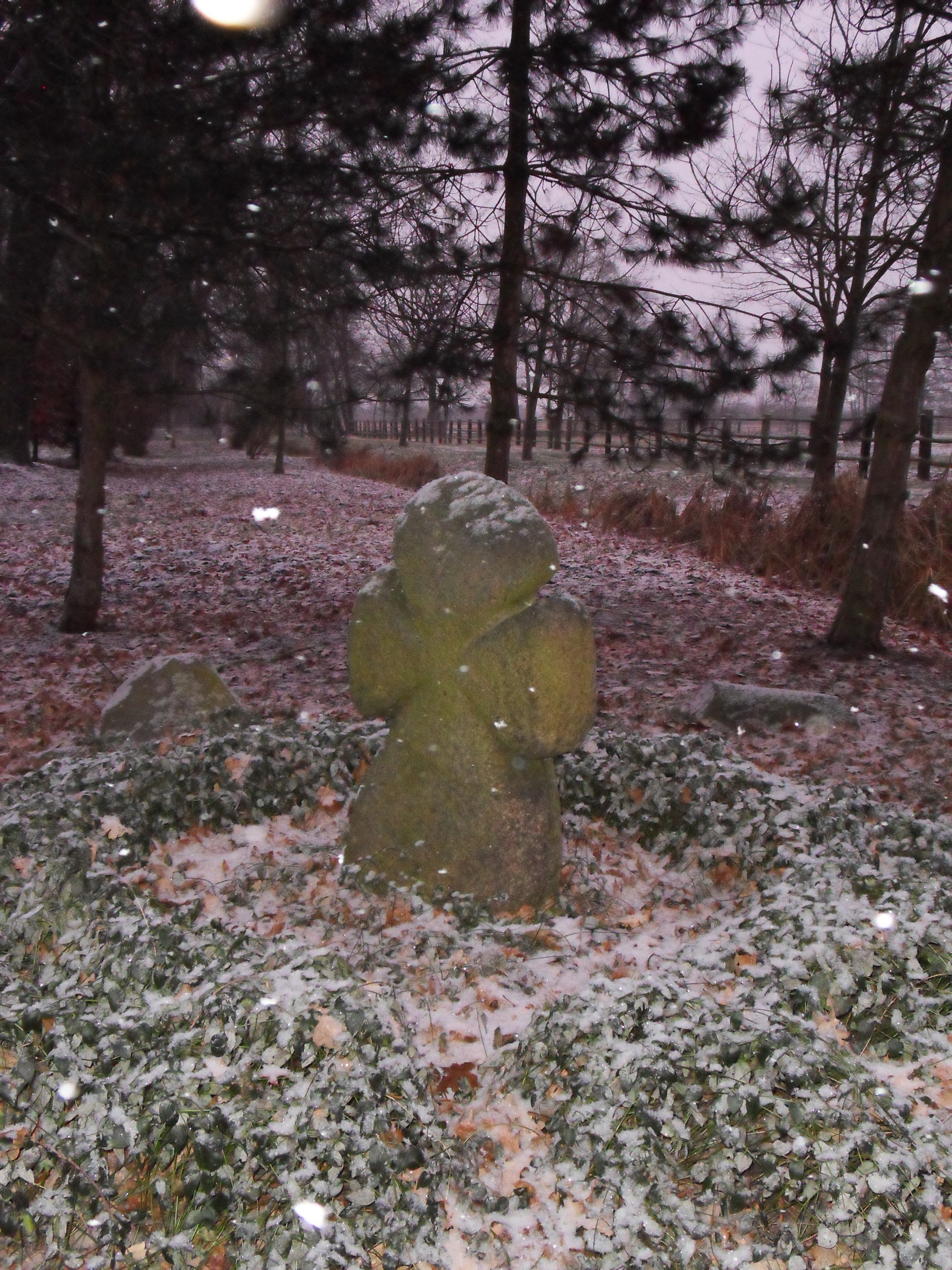
Sühnekreuz im Schlosspark

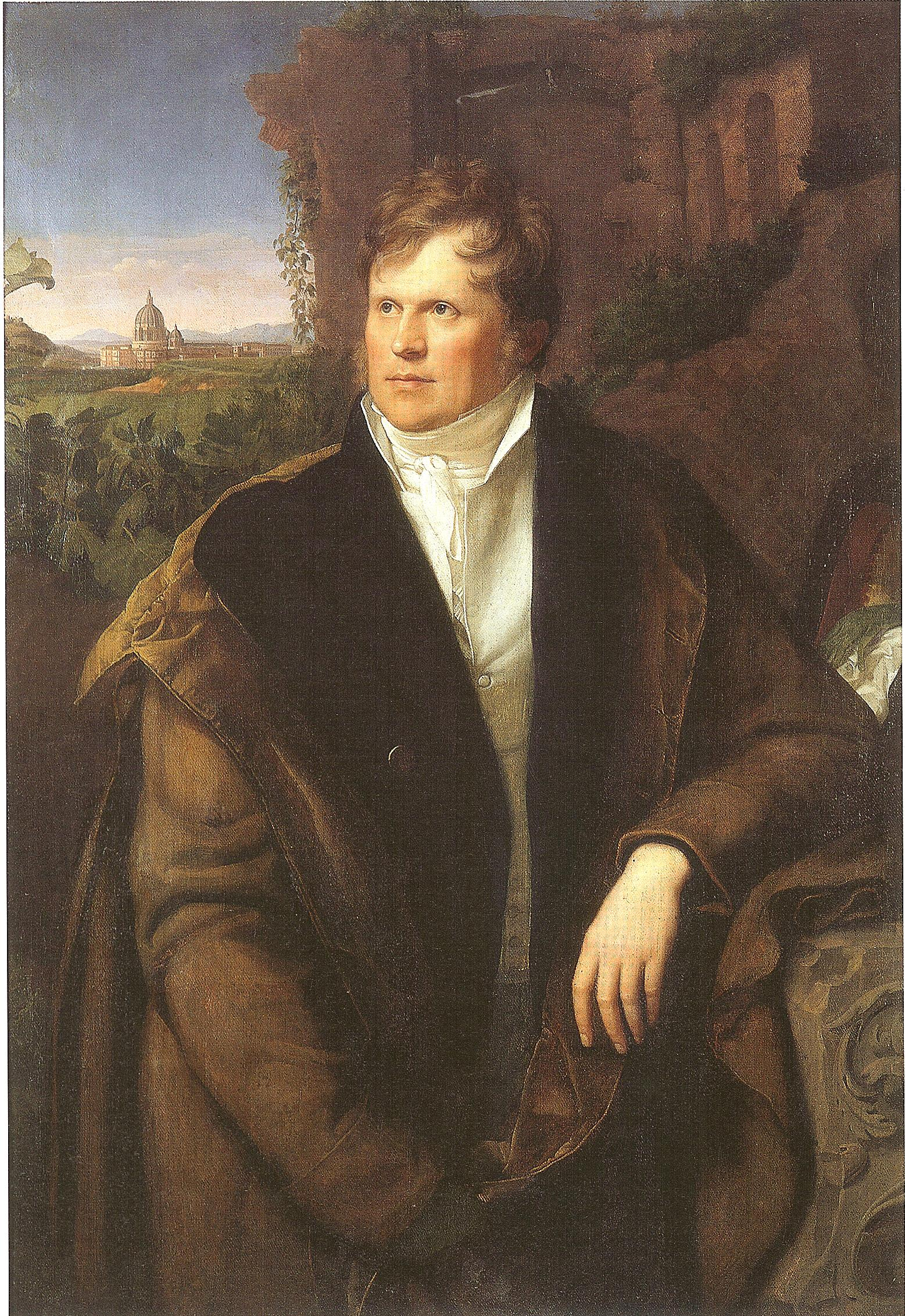
Immanuel Christian Leberecht von Ampach. Gutsherr auf Stechau (in Rom 1820); Porträt: Carl Christian Vogel von Vogelstein

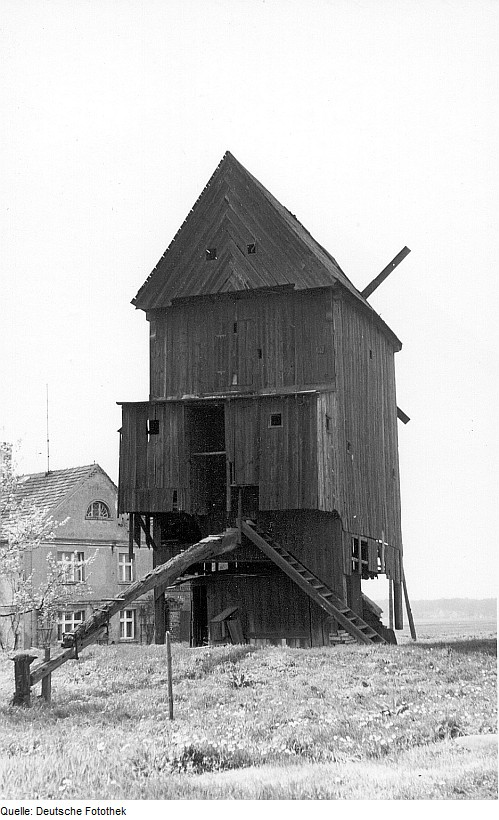
Bild der Bockwindmühle in Stechau

Das Straßenangerdorf Stechau ist das größte und älteste der Fichtwalddörfer. Im Jahr 1354 werden die Adligen Werner und Heinrich von Stechau als Lehensträger genannt, aber 1350 besaß auch die Familie Kune Lehensrechte. Die Lehenshoheit lag jedoch bei den Ileburgen auf Sonnewalde. Albrecht Raßig beanspruchte 1474 über die Hälfte der Lehen des Dorfes. Das Dorf war schriftsässig und unterstand nicht dem Amt Schlieben, sondern dem örtlichen Lehnsherrn beziehungsweise später dem Rittergutsbesitzer. Im Dreißigjährigen Krieg wurde der Ort zerstört, 1645 war Stechau wüst. 1672 waren von zwanzig Hufen noch vier wüst und von acht Gärtnern noch sieben.
Die Dorfkirche Stechau entstand im zweiten Viertel des 13. Jahrhunderts als Feldsteinquaderbau mit kurzem Schiff. 1732 wurde die Kirche jedoch im Stile des Barock umgebaut. Gottlob Heinrich von Birckholtz ließ 1752 das barocke Schloss mit Park errichten. Im Park ist das einzig erhaltene Sühnekreuz im Schliebener Land zu finden.
Ab der Mitte des 18. Jahrhunderts ist eine Windmühle für Stechau überliefert. Das Mühlengehöft lag am südöstlichen Ende des Dorfes. 1816 wird auch eine Wassermühle erwähnt. Zwischen 1800 und 1866 bestand eine Schleifmühle an der Gemarkung zu Frankenhain.
Diese Schleifmühle gab in der Zeit ihres Bestehens oft Anlass zu Streitigkeiten zwischen Wald- und Wieseneigentümern der umliegenden Fluren. 1856 griff der Königliche Landrat von Kleist ein und ließ einen Spiegelpfal schlagen, um den Wasserstand zu regeln. Bemerkenswert ist auch, dass die Mühle von 1848 bis 1856 viermal brannte. Die Dampf-, Oel- und Schneidemühle des Mühlenbesitzers Ernst Schulze brannte am 16. Mai 1883 bis auf die Grundmauern nieder.
Namhaftester Gutsbesitzer auf Stechau zu Beginn des 19. Jahrhunderts war Immanuel Christian Leberecht von Ampach, der mehrere hohe Ämter innehatte, u. a. Domdechant zu Wurzen und Domherr in Naumburg.
1848 wurde der neue Gutsbesitzer Röder (auch Roeder) zur Preußischen Nationalversammlung in Berlin als Abgeordneter entsandt.
Gegen Ende des 19. Jahrhunderts blühte Stechau wirtschaftlich auf. Schon 1842 wurde kein Schutzgeld mehr vom Rittergut als Ersatz für den früher üblichen Frondienst erhoben. Mit dem Torfabbau Mitte des 19. Jahrhunderts erschloss sich eine neue Erwerbsquelle für die Landwirte. Bis 1885 steigerten sich die Einnahmen aus dem Torfgeschäft und wurden zur Haupterwerbsquelle. 1889 plante man eine Feldbahn zur effektiveren Gewinnung des Torfes im Königlichen Torfstich in Stechau. Mit der Erschließung und Gewinnung von Braunkohle in der nahen Niederlausitz verlor der Torf als Brennstoff jedoch schnell seine Bedeutung, und die Landwirtschaft gewann wieder an Gewicht.
Das Rittergut begann 1887 mit der Zucht und Aussetzung von Fasanen, so dass schon zwei Jahre später die Population so groß war, dass man die Tiere wieder bejagen konnte. 1892 kam es zu tagelang anhaltenden Waldbränden zwischen Stechau und Prießen. 1896 wurde der Lehrer und Küster Liers zum neuen Standesbeamten ernannt.
1902 wurde in Stechau eine Molkereigenossenschaft gegründet. Schon 1898 hatte man beschlossen, eine Genossenschaft für die Ortschaften Trebbus, Hillmersdorf, Stechau, Arenzhain, Lichtena und Friedersdorf zu gründen. In Stechau entstand dazu eine Dampfmolkerei.
Die Familie Gontard, vertreten durch Adolf Gontard, der auch über seine Familie eine genealogische Sammlung führte, kam bereits 1899 in den Besitz des Rittergutes in Stechau. Seine Familie wurde 1945 mit der Bodenreform zwangsenteignet.
Nach der Wende, 1992 kaufte der Münchner Rechtsanwalt Dr. Bardia Khadjavi-Gontard das Schloss mit einigem Grundbesitz. Dieser investierte einen zweistelligen Millionenbetrag in das Schloss und brachte das Gut zu neuem Glanz.
2008 wurde eine Stechauer Gärtnerei mit dem Titel „Gärtnerei des Jahres“ in Brandenburg ausgezeichnet.

### Verwaltungsgeschichte
Stechau war bis 1806 dem kurfürstlichen, dann dem königlich sächsischen Amt Schlieben zugeordnet, war aber nicht dem Amt unterstellt. Der Ort wurde 1816 Teil des preußischen Landkreises Schweinitz. Ab 1952 gehörte der Ort zum Kreis Herzberg, welcher 1993 im Landkreis Elbe-Elster aufging. Am 31. Dezember 2001 wurde die Gemeinde Fichtwald gebildet, für welche das Amt Schlieben die Verwaltungsaufgaben übernommen hat. Bis dahin war Stechau selbst dem Amt Schlieben unterstellt.

### Einwohnerentwicklung
| Jahr | Einwohner |  | Jahr | Einwohner |  | Jahr | Einwohner |  | Jahr | Einwohner |
| ---- | --------- |  | ---- | --------- |  | ---- | --------- |  | ---- | --------- |
| 1875 | 300       |  | 1946 | 567       |  | 1989 | 424       |  | 1995 | 391       |
| 1890 | 310       |  | 1950 | 556       |  | 1990 | 421       |  | 1996 | 379       |
| 1910 | 350       |  | 1964 | 444       |  | 1991 | 397       |  | 1997 | 370       |
| 1925 | 409       |  | 1971 | 447       |  | 1992 | 386       |  | 1998 | 361       |
| 1933 | 375       |  | 1981 | 442       |  | 1993 | 387       |  | 1999 | 366       |
| 1939 | 342       |  | 1985 | 447       |  | 1994 | 387       |  | 2000 |           |

## Kultur und Sehenswürdigkeiten
Die Kirche und die Parkanlage des Schlosses sind die kulturellen Mittelpunkte von Stechau für viele Veranstaltungen. Die größten jährlichen Veranstaltungen sind die Konzerte am Schloss im Rahmen der Brandenburgischen Sommerkonzerte. In der Nähe von Stechau gibt es einen kleinen Badesee, welcher aus einer alten Kiesgrube entstanden ist. Der größte Verein ist die Feuerwehr von Stechau. Erfolge hat die Feuerwehr auch schon gefeiert z. B. die Teilnahme an Deutschen Meisterschaften. Der Verein nimmt außerdem fast jährlich an Landesmeisterschaften teil.